# Nauvoo, Illinois
Nauvoo là một thành phố thuộc quận Hancock, tiểu bang Illinois, Hoa Kỳ. Năm 2010, dân số của thành phố này là 1149 người.

## Dân số
Dân số qua các năm:
- Năm 2000: 1063 người.
- Năm 2010: 1149 người.